# La Rose d'York
La Rose d'York est un roman de Juliette Benzoni paru en 1995, mettant en scène le prince antiquaire Aldo Morosini. C'est le deuxième tome de la série Le Boiteux de Varsovie.